# 維利希夫卡河
維利希夫卡河（羅馬化：Vilkhivka）是烏克蘭的河流，位於該國東部，流經盧甘斯克州，屬於盧漢河的右支流，河道全長83公里，流域面積814平方公里，發源自頓涅茨嶺。
48°34′15.18″N 39°16′29.14″E / 48.5708833°N 39.2747611°E